# 備忘価額
備忘価額（びぼうかがく）は会計学用語で、元来は、何らかの事由により実質的価値を失った資産等を帳簿等に記載する際に用いられる、1円、10円など僅少なキリの良い数字（ラウンド・ナンバー）の金額を指す。価額を0円とすると簿外、すなわち帳簿上はその資産は存在していないことになり、会計上の手段による把握が困難になるおそれが生じる。このため、実質的に価値喪失した資産を会計上記録する手段として、備忘価額を設定して、その資産が存在することを帳簿に残しておくことが古くから企業会計実践において行なわれていた。古くからドイツでは「1マルク勘定」と称して広く実践されており、例えば第二次世界大戦後の西ドイツ企業の貸借対照表に、戦前の国債や国外資産が、この方法で計上されている例が広く見られた。日本においても、発行企業の倒産等により価値を失った有価証券等について、発行企業の清算が行なわれるまでは備忘価額を残した評価減にとどめることがある。また、このような形で帳簿上残された資産が、備忘価額で売買されることもある。
また、固定資産の減価償却費計算においては、100%の償却、言い換えれば残存価額ゼロを認めず、備忘価額を帳簿上残すことによって、予定された償却期間を経てなお実質的価値をもち、償却後も一定の金額での売却の可能性があるような資産について、当該固定資産の処分時において売却損益が把握されなくなるおそれを除くことができる。
日本では、固定資産の減価償却費計算において、長く取得価額の10%という、備忘価額とはいえない高い水準での残存価額が設定されていたが、21世紀初頭には、技術革新などにともなって耐用年数の評価が従来から変化して法定耐用年数が実態にそぐわなくなったり、固定資産のスクラップ額が実態と乖離するなどの状況が生じ、残存価値等の適正化が企業などから強く求められるようになっていた。こうした状況を受け、2007年の税制改正により、固定資産の減価償却費計算においてそれまで求められていた残存価額（10%）が廃止され、備忘価額までの償却が可能になった。これに伴い、臨時的措置として残存価額を越えて減価償却費計算を行なうことを認めていた償却可能限度額（残存価額を5%に引き下げ、95%の減価償却を認める制度）も廃止された。税務会計実践においては、節税を考慮し、備忘価額は1円とすることが一般的となっている。